# Edouard Pamfil
Edouard Pamfil (scris și Eduard Pamfil) (n. 6 mai 1912, Geneva – d. 5 septembrie 1994) a fost medic psihiatru și autor român, creatorul psihiatriei antropologice din România.

## Biografie
Tatăl său, Gheorghe Pamfil, de origine greacă, a fost decanul Facultății de Farmacie din Cluj, iar mama, Jeanne, de origine franceză. Fratele său, Gabriel Pamfil, a fost căsătorit cu Éva Semlyén⁠(hu)[traduceți].
Edouard Pamfil a urmat studiile liceale la Geneva și cele de medicină la Cluj. Se specializează în neurologie la București, sub îndrumarea profesorului Nicolae Ionescu-Sisești (1888-1954), și la Paris - un stagiu antebelic, cu neurologul Jean Lhermitte (1877-1959) și cu psihiatrul Paul Guiraud (1882-1974), și ulterior după cel de-al Doilea Război Mondial cu Henry Ey (1900-1977) la Spitalul Sainte Anne.
Se reîntoarce în țară în 1948 și, după o scurtă perioadă ca funcționar la Ministerul Sănătății, alături de Florica Bagdasar, se mută, în 1950, la Timișoara, unde începe activitatea de psihiatru, fiind fondatorul disciplinei de psihatrie al al Facultății de Medicină, disciplină care s-a înființat odată cu venirea lui la Timișoara. Între anii 1950 până în 1978 - cu o întrerupere între 1955-1961 – a fost șef al disciplinei de psihatrie al Facultății de Medicină a Universității Timișoara.
Între anii 1956-1959 a fost profesor la Facultatea de medicină din Cluj, de unde a fost eliminat ca urmare a manifestărilor studențești din 24 ianuarie 1959, ocazionate de aniversarea centenarului Unirii. Între anii 1959-1963 a fost mutat în orașul Siret, fiind însărcinat cu organizarea unei unități medico-sociale pentru handicapații mental. Din 1963 s-a întors la Timișoara, unde a rămas profesor până la pensionarea sa, în 1977. După moartea lui Edouard Pamfil, în 1994, Clinica de Psihiatrie „Edouard Pamfil” din Timișoara a fost numită după el.
În perioada interbelică, Edouard Pamfil a fost student al cunoscutului psihiatru și psihanalist Henri Ey la Paris, unde a studiat și chitară clasică. Chitara o cânta cu virtuozitate. Festivalul internațional de chitară Eduard Pamfil care are loc annual în decembrie a fost numit după el.
Eduard Pamfil a fost o personalitate de cultură universală, considerat un adevărat umanist, un om mare (Ștefan Bertalan), un ultim renascentist al secolului (Ilie Stepan). Opera lui cuprinde și lucrări de artă grafică. Cercul de bionică, organizat și găzduit de el la Timișoara în anii 1970, unde s-au discutat curente și tendințe noi în diferite discipline științifice și culturale, a avut o influență susținută asupra intelectualilor care au participat, printre ei artiști și literați.

## Publicații
- Ion Nicolae Anghel, Eduard Pamfil – Cartea cu Pamfil, 1996, ISBN 9739244041, ISBN 9789739244046 (carte biografică/autobiografică)
- Eduard Pamfil - Adagio, Editura Facla, 1986 (poezii)
- Edouard Pamfil - Arioso dolente, Editura Facla, 1979
- Edouard Pamfil - Persoană și devenire, Editura științifică și enciclopedică, 1976
- Edouard Pamfil – Psihozele, Editura Facla, 1976
- Edouard Pamfil - Psihologie și informație, Editura științifică, 1973